# Municipalité de Santa Ana del Yacuma
La municipalité ou le municipio de Santa Ana del Yacuma très souvent abrégé en municipio de Santa Ana, est en réalité un vaste district du département de Beni, s'étendant autour et surtout au sud-ouest de la ville de Santa Ana del Yacuma, en Bolivie, état principalement andin d'Amérique latine.

## Géographie

### Situation
Le municipio de Santa Ana est l'un des deux municipios de la province de Yacuma, il représente la première section ou la partie méridionale de la province. Il est bordé à l'ouest par la province de Ballivián, au sud-est par la province de Moxos, au nord-est par le río Mamoré et la province de Mamoré, et au nord par l'autre municipio de la province de Yacuma, dénommé Exaltación (seconde section ou partie septentrionale de la province de Yacuma). 
Le municipio est scindé en deux cantons, Santa Ana au nord et la canton José A. de Palacios au sud. Ce dernier canton touche par une langue de terres indéfinies la limite sud-sud-ouest du département de Beni.
La ville de Santa Ana de Yacuma, siège des administrations provinciales, est pour ainsi dire la "grande ville" de la province, avec 12.178 habitants (2012). Cette véritable "ciudad de Santa Ana" est placée au nord-est dudit "municipio", précisément entre le rio Yacuma coulant en larges méandres au nord de la ville et le río Rapulo coulant au sud, donc à l'ouest à leur vaste confluence. Le rio Yacuma rejoint par la rivière Rapulo s'embouche à une quinzaine de kilomètres au nord-est de la ville de Santa Ana  dans le río Mamoré qui formait autrefois à moins de 144 m d'altitude une vaste frontière marécageuse entre province du Yacuma et province du Mamoré.
Le municipio de Santa Ana s'étale dans la plaine bolivienne à une altitude moyenne de 150 m pour sa frange nord-orientale, où les puissantes rivières sorties des contreforts andines se rejoignent déjà dans la partie sud-orientale du bassin amazonien.

### Climat
Le climat de cette région, aux caractéristiques essentiellement chaudes et humides tout au long de l'année, est semi-tropical humide.

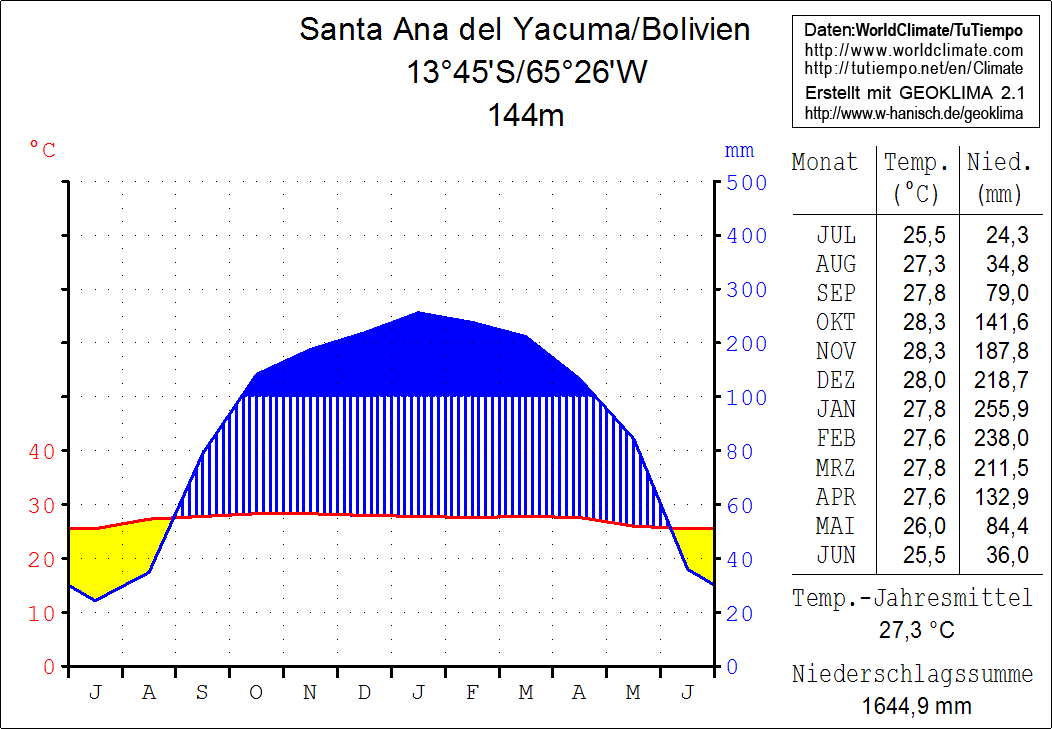
Diagramme climatique global à Santa Ana

Les températures annuelles oscillent autour de la moyenne de 27,3 °C, les valeurs mensuelles varient légèrement entre 25,5 °C en juin/juillet et 28,3 °C en octobre/novembre. Les précipitations annuelles moyennes s'élèvent à 1645 mm environ deux fois plus élevé qu'en l'Europe centrale de climat continental plus ou moins tempéré. Il est marqué par une courte saison sèche de juin à août, avec en plus des valeurs mensuelles de précipitations réduites à moins de 35 mm laisse la place à une véritable saison humide marquant en général décembre à mars, avec des précipitations mensuelles relevées de plus de 200 mm.

## Population
La population du municipio de Santa Ana a irrémédiablement chuté au cours des deux dernières décennies, soit une perte d'environ un sixième de la population et un vieillissement inexorable, pour une population de plus urbanisée ou péri-urbanisée :
- 1992: 21.101 habitants (chiffres officiels du recensement bolivien)[1]
- 2001: 18.654 habitants (idem)[2]
- 2010: 18.036 habitants (idem)[3]

La densité de la population sur le municipio calculée pour l'année 2012 n'est que de 0,9 habitant par kilomètre carré, et la proportion de la population urbaine s'élève à 67,5 pour cent. 
L'espérance de vie des nouveau-nés est en 2001 de 66,9 ans. 
Le taux d'alphabétisation chez les plus de 19 ans s'élève officiellement à 88,7% et 92,2% chez les hommes et 85,0% chez les femmes.(2001).
Il reste quelques minorités autochtones, en grande partie éparses et déshérités, qui vivent encore au contact de la forêt et de la terre. Longtemps sources en Hommes migrants vers ces petites villes, elle ne semble plus jouer ce rôle auprès de la population largement hispanisée des centres urbains.

## Politique
Voici les résultats des élections au niveau du conseil Municipal (concejales del municipio), selon les élections régionales du 4 avril 2010
| Inscrits | Participants | Scrutins validés | MNR-PUEBLO ou mouvement révolutionnaire nationale | PRIMERO | MAS-IPSP ou mouvement socialiste bolivien |
| -------- | ------------ | ---------------- | ------------------------------------------------- | ------- | ----------------------------------------- |
| 7.511    | 6.768        | 6.150            | 3.025                                             | 2.461   | 664                                       |
| 100 %    | 90,1 %       | 90,9 %           | 49,2 %                                            | 40,0 %  | 10,8 %                                    |

## Données démographiques et urbaines
Le municipio qui s'étend sur 20.897 km² se structure en deux cantons présentés par les résultats du recensement effectué en 2012 : 
- 08-0401-01 Canton de Santa Ana del Yacuma - 257 Localités pour 16.168 habitants (2001: 14.870 habitants)
- 08-0401-02 Canton de José Agustín de Palacios - 12 Localités pour 1.868 habitants (2001: 3.784 Locuteurs habitants)

## Principales localités du municipio de Santa Ana del Yacuma
Dans le canton de Santa Ana del Yacuma : Santa Ana del Yacuma 12.178 habitants, San José del Cabitu 432 habitants.
Dans le canton de José Agustín de Palacios : El Perú 1005 Hab. - Totaizal 267 Habitants.

### Liens extérieurs
- Municipio de Santa Ana del Yacuma - Cartes N ° 80401
- Municipio de Santa Ana del Yacuma - Carte et des données démographiques (PDF; 2,44 MO) (en espagnol)
- Département de Beni - données sociales des provinces et des municipios (espagnol) (PDF; 3,82 MO)